# شهرستان چورتکیف
شهرستان چورتکیف (به لاتین: Chortkiv Raion) یک شهرستان در اوکراین است که در استان ترنوپیل واقع شده‌است. شهرستان چورتکیف ۰٫۹۰۳ کیلومتر مربع مساحت و ۸۰٬۸۶۱ نفر جمعیت دارد.